# Sinjil
Sinjil (àrab: سنجل, Sinjil) és un municipi palestí en la governació de Ramal·lah i al-Bireh al centre de Cisjordània, situat 21 kilòmetres al nord-est de Ramal·lah. Segons l'Oficina Central d'Estadístiques de Palestina (PCBS), tenia 6.700 habitants en 2016. Està envoltada per les viles de Turmus Ayya (àrab: ترمسعيّا, Turmusʿayyā), Khirbet Abu Falah (àrab: خربة ابو فلاح, Ḫirbat Abū Falāḥ) i l'assentament israelià de Shilo.

## Història
S'hi ha trobat terrissa de l'Edat de bronze, romana d'Orient, croada / aiúbida i mameluc. També hi ha tombes de l'Edat de Bronze Mitjana en les que s'hi ha trobat gran quantitat d'armes de metall.
Es creu que la vila ha pres el seu nom de la vila croada de Sant Geli (Saint Gilles en francès), llar del comte Ramon VI de Tolosa qui va acampar aquí a la Primera Croada, abans d'entrar a Jerusalem. Ell mateix va construir més tard un castell a Sinjil per protegir el pas de les caravanes.
El dubte sobre l'origen croat del nom va ser proposat per l'historiador Levy-Rubin. Una crònica samaritana, (aparentment per Abu-l-Fat·h), escrita en el segle xiv però basada en fonts molt més antigues, es refereix dos cops a la localització Sinḥil en els segles viii i ix. El geògraf àrab Abu-Yahya al-Qazwiní al seu Athar al-bilad Cd cita una menció de Sinḥil del segle x, encara que això no es pot verificar amb els manuscrits existents. Levy-Rubin proposa que Sinḥil era el nom original de Sinjil, i que l'associació amb el lloc croat de St Gilles va ser provocada pel nom àrab i no a l'inrevés.
En 1220 Yaqut al-Hamawí va descriure Sinjil com "una petita ciutat de la província de Filastin. A prop hi ha el fossat de Yasuf as Sadik (Josep)".

### Església croada (actual mesquita)
El poble pagava els delmes eclesiàstics a la basílica del Sant Sepulcre de Jerusalem com a parròquia franca, fins que van ser traslladats l'any 1145 al monestir de Mont Tabor.
Només trenta anys més tard, l'any 1175, l'església parroquial i els delmes es van tornar a vendre a la basílica del Sant Sepulcre, ja que la distància (des del mont Tabor) i les despeses eren massa elevades. Un mes més tard, la venda va ser confirmada per Balduí, senyor de Sinjil.

### Època otomana
El 1517 el poble va ser incorporat a l'Imperi Otomà amb la resta de Palestina. En 1596 va aparèixer en els registres fiscals com a part de la nàhiya d'al-Quds del liwà homònim. Tenia una població de 55 llars, tots musulmans, i pagava un impost fix del 33,3% sobre el blat, ordi, vinyes, fruiters, cabres i ruscs; Un total de 9.900 akçe. El viatger turc Evliya Çelebi va visitar Sinjil pel 1650. Va descriure una vila de 200 cases al districte de Jerusalem, poblada per musulmans rebels.
Durant el començament del segle xix, Sinjil era un poble de 206 homes imposables, aproximadament 800 persones. Una vuitena part de la població va ser reclutada a l'exèrcit otomà, però encara estaven imposades per 800 persones.
L'explorador francès Victor Guérin va visitar la vila en 1870, i la va descriure com «bastant poblat», amb aproximadament 1.200 vilatans. El poble tenia dues fonts abundants, amb un embassament connectat al més gran. Guérin va assenyalar a més: «a la cimera del turó s'observen els fonaments de dos reductes, construïts de grans blocs, evidentment antics, un dels quals es diu Kasr ("Fort") i l'altre Keniseh ("Església"). Aquest últim és [] construït a l'est i a l'oest, i potser ha estat una església. Als costats més baixos del turó he trobat diverses tombes antigues tallades a la roca. Una de les més grans, precedida d'un portal, conté dos loculi.» Una llista de viles otomanes del mateix 1870 va mostrar que "Sindschil" tenia 161 cases i una població de 513, encara que el recompte de població només incloïa homes.
En 1882 el Survey of Western Palestine del Fons per a l'Exploració de Palestina descrivia Sinjil com a poble de grandària moderada, amb diverses cases de dos pisos, en un costat del turó amb bonics jardins de figueres a sota.
La mesquita del poble està establerta sobre les línies de l'església de les croades franques. Altres llocs històrics de la ciutat inclouen un pou per Josep i un santuari per a Jacob. També hi és el Maqam (santuari) d'un home sant, Abu Auf, del període de regnat del califa Úmar ibn al-Khattab.
En 1896 la població de Sinjil era estimada en unes 1.131 persones.

### Època del Mandat Britànic
En el cens de Palestina de 1922, organitzat per les autoritats del Mandat Britànic, Sinjil (anomenada Senjel) tenia 934 musulmans, mentre que en el cens de 1931 la vila tenia 266 cases i una població de 1.071 musulmans.
En el cens de 1945 la població era de 1.320 musulmans mentre que l'àrea total de terra era de 14,186 dúnams, segons una enquesta oficial de terra i població. D'aquests, 4,169 eren per a plantacions i terra de rec, 4,213 per a cereals, mentre 47 dúnams eren sòl edificat.

### Després de 1948
En la vespra de guerra araboisraeliana de 1948, i després dels acords d'armistici araboisraelians de 1949, Sinjil fou ocupada pel regne haixemita de Jordània. Després de la Guerra dels Sis Dies de 1967 va romandre sota l'ocupació israeliana.
Des de 2002, segons Amira Hass, els colons jueus han obstaculitzat l'accés dels vilatans a les seves terres tradicionals. El 2009, la Creu Roja ha ajudat els habitants del poble a superar la cinta vermella que impedeix el retorn a les seves explotacions. Es va arribar a un acord per permetre'ls accedir a algunes de les terres, unes 100 hectàrees, al juliol de 2012. Tenint en compte problemes amb els colons propers, els habitants del poble havien de coordinar-se una escorta amb l'Administració Civil Israeliana i amb les Forces de Defensa d'Israel. El gener de 2012, l'Agència dels Estats Units per al Desenvolupament Internacional va finançar el treball viari i les renovacions de l'escola per a nens Abu Bakr as-Saddeeq a Sinjil.